# 67ns Premis Tony
La 67ena edició dels Premis Tony va ser celebrada el 9 de juny de 2013 per reconèixer els èxits de les produccions de Broadway durant la temporada 2012–13. La cerimònia es va celebrar al Radio Music City Hall a Nova York i va ser emesa en directe per CBS. Neil Patrick Harris va ser el presentador per tercera vegada consecutiva.
Quatre dels vuit premis en categories d'interpretació (Millor actriu d'una obra, Millor actor d'un musical, Millor actriu d'un musical i Millor actor de repartiment d'una obra) van ser atorgats a intèrprets Afroamericans. També, va ser la segona vegada en la història que els premis a la millor direcció van ser guanyats per dones (la primera vegada va ocórrer el 1998). Kinky Boots va aconseguir 13 nominacions i va emportar-se 6 premis.

## Elegibilitat
Les produccions que van ser estrenades durant la temporada 2013–14 i abans del 25 d'abril de 2013, tenien la possibilitat de ser nominades.
| Obres originals - The Anarchist - Ann - The Assembled Parties - Breakfast at Tiffany's - Dead Accounts - Grace - I'll Eat You Last: A Chat with Sue Mengers - Lucky Guy - The Nance - The Other Place - The Testament of Mary - Vanya and Sonia and Masha and Spike | Musicals originals - Bring It On: The Musical - Chaplin - A Christmas Story: The Musical - Hands on a Hardbody - Kinky Boots - Matilda the Musical - Motown: The Musical - Scandalous: The Life and Trials of Aimee Semple McPherson | Revivals d'obres - The Big Knife - Cat on a Hot Tin Roof - Cyrano de Bergerac - An Enemy of the People - Glengarry Glen Ross - Golden Boy - Harvey - The Heiress - Macbeth - Orphans - Picnic - The Trip to Bountiful (obra de teatre)The Trip to Bountiful - Who's Afraid of Virginia Woolf? | Revivals de musicals - Annie - Jekyll & Hyde - The Mystery of Edwin Drood - Pippin - Cinderella |

## Cerimònia

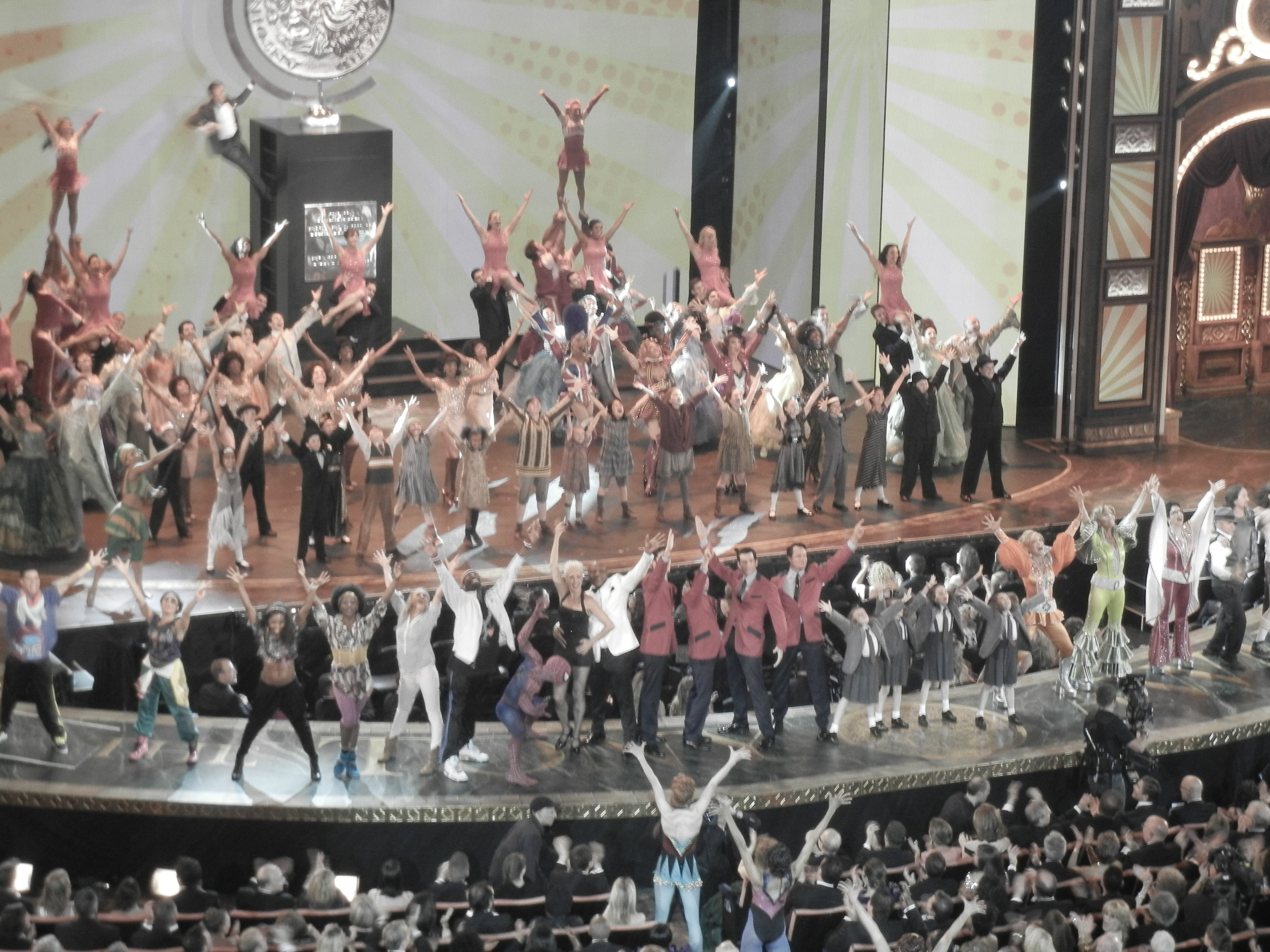
Final del número de benvinguda a la cerimònia

### Actuacions
Durant la cerimònia van actuar els següents musicals nominats als Premis Tony d'aquella temporada:
- Matilda The Musical – medley; "Naughty," "Revolting Children," & "When I Grow Up"
- Bring It On: The Musical – "It's All Happening"
- Rodgers and Hammerstein’s Cinderella – "In My Own Little Corner," "Impossible," & "Ten Minutes Ago"
- Motown: The Musical – medley
- Annie – "It's the Hard Knock Life" & "Little Girls"
- A Christmas Story: The Musical – "You'll Shoot Your Eye Out"
- Pippin – medley; "Corner of the Sky" & "Magic to Do"
- Kinky Boots – "Everybody Say Yeah"

Com a número d'obertura, Neil Patrick Harris va cantar "Bigger!", cançó escrita per Lin-Manuel Miranda i Tom Kitt. Aquesta cançó va guanyar l'Emmy a la millor música i lletra.
Audra McDonald i Harris van cantar Empire State of Mind, amb la lletra canviada i mencionant els guanyadors com a número de clausura.

## Guanyadors i nominats
Els guanyadors estan destacats en negreta:
| Millor obra ‡ | Millor musical ‡ |
| --- | --- |
| - Vanya and Sonia and Masha and Spike – Christopher Durang - The Assembled Parties – Richard Greenberg - Lucky Guy – Nora Ephron - The Testament of Mary – Colm Tóibín | - Kinky Boots - Bring It On: The Musical - A Christmas Story: The Musical - Matilda the Musical |
| Millor revival d'una obra ‡ | Millor revival d'un musical ‡ |
| - Who's Afraid of Virginia Woolf? - Golden Boy - Orphans - The Trip to Bountiful | - Pippin - Annie - The Mystery of Edwin Drood - Cinderella |
| Millor actor en una obra | Millor actriu en una obra |
| - Tracy Letts – Who's Afraid of Virginia Woolf? com a George - Tom Hanks – Lucky Guy com a Mike McAlary - Nathan Lane – The Nance com a Chauncey - David Hyde Pierce – Vanya and Sonia and Masha and Spike com a Vanya - Tom Sturridge – Orphans com a Phillip                                     | - Cicely Tyson – The Trip to Bountiful com a Miss Carrie Watts - Laurie Metcalf – The Other Place com a Juliana Smithton - Amy Morton – Who's Afraid of Virginia Woolf? com a Martha - Kristine Nielsen – Vanya and Sonia and Masha and Spike com a Sonia - Holland Taylor – Ann com a Ann Richards  |
| Millor actor en un musical | Millor actriu en un musical |
| - Billy Porter – Kinky Boots com a Lola - Bertie Carvel – Matilda the Musical com a Miss Trunchbull - Santino Fontana – Cinderella com a Prince Topher - Rob McClure – Chaplin com a Charlie Chaplin - Stark Sands – Kinky Boots com a Charlie Price                                               | - Patina Miller – Pippin com a The Leading Player - Stephanie J. Block – The Mystery of Edwin Drood com a Edwin Drood / Miss Alice Nutting - Carolee Carmello – Scandalous com a Aimee Semple McPherson - Valisia LeKae – Motown: The Musical com a Diana Ross - Laura Osnes – Cinderella com a Ella |
| Millor actor de repartiment en una obra | Millor actriu de repartiment en una obra |
| - Courtney B. Vance – Lucky Guy com a Hap Hairston - Danny Burstein – Golden Boy com a Tokio - Richard Kind – The Big Knife com a Marcus Hoff - Billy Magnussen – Vanya and Sonia and Masha and Spike com a Spike - Tony Shalhoub – Golden Boy com a Mr. Bonaparte                                 | - Judith Light – The Assembled Parties com a Faye - Carrie Coon – Who's Afraid of Virginia Woolf? com a Honey - Shalita Grant – Vanya and Sonia and Masha and Spike com a Cassandra - Judith Ivey – The Heiress com a Lavinia Penniman - Condola Rashād – The Trip to Bountiful com a Thelma         |
| Millor actor de repartiment en un musical | Millor actriu de repartiment en un musical |
| - Gabriel Ebert – Matilda the Musical com a Mr. Wormwood - Charl Brown – Motown: The Musical com a Smokey Robinson - Keith Carradine – Hands on a Hardbody com a JD Drew - Will Chase – The Mystery of Edwin Drood com a John Jasper / Mr. Clive Paget - Terrence Mann – Pippin com a King Charles | - Andrea Martin – Pippin com a Berthe - Annaleigh Ashford – Kinky Boots com a Lauren - Victoria Clark – Cinderella com a Marie/Fairy Godmother - Keala Settle – Hands on a Hardbody com a Norma Valverde - Lauren Ward – Matilda the Musical com a Miss Jennifer "Jenny" Honey                       |
| Millor llbret d'un musical | Millor banda sonora (música i/o lletra) |
| - Matilda the Musical – Dennis Kelly - A Christmas Story, The Musical – Joseph Robinette - Kinky Boots – Harvey Fierstein - Cinderella – Douglas Carter Beane | - Kinky Boots – Cyndi Lauper (lletres i música) - A Christmas Story, The Musical – Benj Pasek and Justin Paul (lletres i música) - Hands on a Hardbody – Trey Anastasio (music) and Amanda Green (lletres i música) - Matilda the Musical – Tim Minchin (lletres i música)                           |
| Millor direcció d'una obra | Millor direcció d'un musical |
| - Pam MacKinnon – Who's Afraid of Virginia Woolf? - Nicholas Martin – Vanya and Sonia and Masha and Spike - Bartlett Sher – Golden Boy - George C. Wolfe – Lucky Guy | - Diane Paulus – Pippin - Scott Ellis – The Mystery of Edwin Drood - Jerry Mitchell – Kinky Boots - Matthew Warchus – Matilda the Musical |
| Millor escenografia d'una obra | Millor escenografia d'un musical |
| - John Lee Beatty – The Nance - Santo Loquasto – The Assembled Parties - David Rockwell – Lucky Guy - Michael Yeargan – Golden Boy | - Rob Howell – Matilda the Musical - Anna Louizos – The Mystery of Edwin Drood - Scott Pask – Pippin - David Rockwell – Kinky Boots |
| Millor vestuari d'una obra | Millor vestuari d'un musical |
| - Ann Roth – The Nance - Soutra Gilmour – Cyrano de Bergerac - Albert Wolsky – The Heiress - Catherine Zuber – Golden Boy | - William Ivey Long – Cinderella - Gregg Barnes – Kinky Boots - Rob Howell – Matilda the Musical - Dominique Lemieux – Pippin |
| Millor il·luminació d'una obra | Millor il·luminació d'un musical |
| - Jules Fisher and Peggy Eisenhauer – Lucky Guy - Donald Holder – Golden Boy - Jennifer Tipton – The Testament of Mary - Japhy Weideman – The Nance | - Hugh Vanstone – Matilda the Musical - Kenneth Posner – Cinderella - Kenneth Posner – Kinky Boots - Kenneth Posner – Pippin |
| Millor disseny de so d'una obra | Millor disseny de so d'un musical |
| - Leon Rothenberg – The Nance - John Gromada – The Trip to Bountiful - Mel Mercier – The Testament of Mary - Peter John Still and Marc Salzberg – Golden Boy | - John Shivers – Kinky Boots - Jonathan Deans and Garth Helm – Pippin - Peter Hylenski – Motown: The Musical - Nevin Steinberg – Cinderella |
| Millor coreografia | Millors orquestracions |
| - Jerry Mitchell – Kinky Boots - Andy Blankenbuehler – Bring It On: The Musical - Peter Darling – Matilda the Musical - Chet Walker – Pippin | - Stephen Oremus – Kinky Boots - Christopher Nightingale – Matilda the Musical - Ethan Popp and Bryan Crook – Motown: The Musical - Danny Troob – Cinderella |

‡ Premi atorgat als productors de l'obra o el musical.

### Produccions amb múltiples nominacions
- 13: Kinky Boots
- 12: Matilda the Musical
- 10: Pippin
- 9: Cinderella
- 8: Golden Boy
- 6: Lucky Guy, Vanya and Sonia and Masha and Spike
- 5: The Mystery of Edwin Drood, The Nance, Who’s Afraid of Virginia Woolf?
- 4: Motown: The Musical, The Trip to Bountiful
- 3: The Assembled Parties, A Christmas Story, The Musical, Hands on a Hardbody, The Testament of Mary
- 2: Bring It On: The Musical, The Heiress, Orphans

### Produccions amb múltiples premis
- 6: Kinky Boots
- 4: Matilda the Musical, Pippin
- 3: The Nance, Who's Afraid of Virginia Woolf?
- 2: Lucky Guy